# Риньиуасо
Риньиуасо (исп. el Riñihuazo) — название событий связанных с возникновением естественного запруживания озера Риньиуэ из-за случившегося 22 мая 1960 года оползня, вызванного Великим Чилийским землетрясением, что в результате привело к преграждению стока воды из озера через реку Сан-Педро. Согласно хронисту Мариньо де Лобера, похожий случай произошёл в 1575 году после землетрясения в Вальдивии.
Во время Великого Чилийского землетрясения несколько оползней в районе горы Тралькан перекрыли сток воды из озера Риньиуэ в точке с координатами 39°45′00″ ю. ш. 72°30′00″ з. д.). Риньиуэ — самое низкорасположенное из цепочки семи озёр, постоянно получающее воду из реки Энко. Запруженная река Сан-Педро, обеспечивающая сток вод из озера, протекает через несколько городов и город Вальдивию до впадения в залив Корраль.
Из-за перекрытия реки Сан-Педро уровень воды в Риньиуэ быстро поднялся. Подъём уровня воды на метр означал поступление до 20 миллионов кубометров воды. Накопление в общей сложности 4800 миллионов м³ воды с учётом обычного стока Сан-Педро 400 м³/сек привело бы к наводнению, если бы вода достигла гребня первой 26-метровой плотины. Это вызвало бы разрушение населённых пунктов ниже по реке менее чем в течение 5 часов. В случае прорыва дамбы ожидались ещё более серьёзные последствия.
В зоне, находившейся под угрозой наводнения, проживало около 100 000 человек. Часть людей была эвакуирована из Вальдивии. Во избежание разрушения города несколько военных подразделений и сотни сотрудников ENDESA, CORFO и MOP приступили к операции по восстановлению контроля над озером. Было задействовано 27 бульдозеров, но из-за трудностей в продвижении по грязи вблизи дамб, работы производились вручную при помощи лопат. Предложение американских военных разрушить плотину при помощи ракет с вертолёта было отвергнуто. Работы производились не только на озере Риньиуэ. Для уменьшения объёмов прибывающей в Риньиуэ воды была осуществлёна временная блокировка стока из сообщающихся с ним озёр при помощи плотин. Позднее эти плотины были демонтированы, за исключением той, что была сооружена у озера Калафкен, которая сохранилась до сих пор.
К 23 мая высота основной дамбы была понижена с 24 до 15 метров, позволив 3000 миллионам м³ воды постепенно вытечь из озера, однако, причинив ущерб. Посёлки Лос-Лагос, Антильуэ, Писуинко и прилегающие к реке части Вальдивии были частично затоплены. Через два месяца команда во главе с инженером Р. Саэсом закончила операцию по разрушению плотины.